# Marc Claudi Marcel (nebot d'August)
Marc Claudi Marcel (en llatí Marcus Claudius C. F. C. N. Marcellus) va ser un magistrat romà. Era fill de Gai Claudi Marcel Major i d'Octàvia (germana d'August). Hauria nascut cap a l'any 43 aC, i era un noi de talent prometedor i bones maneres. Havia estat educat amb molta cura per la seva mare, una dona de gran cultura i molt virtuosa. Formava part de la gens Clàudia i era de la branca dels Claudi Marcel.
L'any 39 aC va ser promès en matrimoni a la filla de Sext Pompeu, Pompeia, com una de les condicions de la pau signada a Misenum aquell any entre Sext Pompeu i Octavi, encara que el matrimoni mai es va celebrar, ja que Pompeu va morir el 35 aC.
El 29 aC August, al retorn d'Egipte, va repartir un congiarium als joves romans en nom de Marcel. L'any 25 aC apareix junt a Tiberi presidint uns jocs organitzats per August per celebrar la fundació de la seva colònia d'Emèrita a Hispània. Poc després, segurament el mateix any, August el va adoptar com a fill i li va donar a la seva filla Júlia en matrimoni. També el va fer admetre al senat amb rang de pretor i li va fer donar el privilegi de ser cònsol deu anys abans de l'edat legal.
L'any 24 aC va ser elegit edil curul pel 23 aC i aquest darrer any va celebrar uns magnífics jocs, on es va cobrir amb un tendal tot el Fòrum, i també els teatres, i es van penjar esplèndits tapissos als llocs públics de la ciutat. El propi August va col·laborar perquè els jocs fossin un èxit, i va contar també amb l'ajuda de la seva mare.
Però a la tardor d'aquell any, abans que s'acabessin els jocs, una infecció que el va afectar es va anar agreujant i va morir poc després a Baiae, tot i l'atenció estricte del metge Antoni Musa. Tenia només 20 anys. La seva mort es va considerar una calamitat pública, ja que era fill adoptiu i gendre d'August i per la seva joventut i capacitat, s'esperava el màxim de la seva figura. Dió Cassi, recollint un rumor de l'època, indica que aquesta mort beneficiava a Lívia Drusil·la, la tercera esposa d'August, que volia per als seus fills el càrrec de successor de l'emperador i potser hauria enverinat a Marcel. Immediatament després de la seva mort, va tornar a Roma Marc Vipsani Agripa, que havia estat destinat per August a gestionar els seus assumptes en cas de què morís, i es va casar amb la viuda, Júlia.
Les exèquies de Claudi Marcel van ser fastuoses, a càrrec d'August, que va fer l'oració fúnebre, i el va fer enterrar al mausoleu de la família Júlia, acabat de construir. L'any 14 aC August va dedicar un teatre, el Teatre de Marcel proper al Fòrum a la memòria de Claudi Marcel.